# Saint-Aubin (Lot y Garona)
 Saint-Aubin  es una población y comuna francesa, en la región de Aquitania, departamento de Lot y Garona, en el distrito de Villeneuve-sur-Lot y cantón de Monflanquin.

## Demografía
| 479 | 453 | 421 | 441 | 424 | 419 |
| Para los censos de 1962 a 1999 la población legal corresponde a la población sin duplicidades (Fuente: INSEE [Consultar]) |     |     |     |     |     |